# Siwan Morris
Siwan Morris (Neath Port Talbot, Glynneath em 07 de fevereiro de 1976) é uma atriz e cantora galesa.

## Biografia
Estudou no sul de Gales e se formou em Manchester Metropolitan University. Fluente em Galês e Inglês, ela apareceu no programa Caerdydd no canal de televisão S4C e partes ocasionais na BBC One Casualty.
Ela construiu sua carreira em Londres, em várias partes do Royal Shakespeare Company.Ela interpretou "Angie" na série de drama Skins durante a primeira temporada, e apareceu brevemente em sua segunda temporada. Ela interpretou "Llinos" em Con Passionate e "Liv Jones" no drama da BBC Cymru Wales Belonging (TV series). Ela também aparece em na segunda temporada de Torchwood em webisódios semanais atualizados como um apresentadora de rádio paranormal comentando sobre as aparições misteriosas de estrangeiros nos arredores de Cardiff. Ela também apareceu em Mine All Mine e a webserie Superhero em The Splott Division.
Como cantora, ela tem trabalhado com a banda Electro pop, Clinigol, aparecendo como vocalista convidada em três músicas do seu álbum de estreia "Melys".

## Carreira artística

### Cinema
- The Marvellous Handshake : Rachel
- Sister Lulu : Novice
- Y Bys Priodasol : Mary
- Antigone : Antigone
- Social Action : Sarah

### Televisão
- Suckerfish (1999) : Iola
- Scariest Places On Earth (2001) : Siwan, une guide touristique
- Tales from Pleasure Beach (2001) : Karen
- Sister Lulu (2001) : Novice
- The Marvellous Handshake (2002)
- A Mind to Kill (2002) : Aileen O'Connor
- The Bill (2002) : Zoe Jones
- Casualty (2002, What's Love Got to Do It) : Sabine
- Mine All Mine (2004) : Maria Vivaldi
- Con Passionate (2005) : Llinos
- Caerdydd (2006) : Ceri Price
- Skins
- Casualty (2007) : Coleen Coleman
- Doctors (2009) : Annabel Sparrow
- Marple: Why Didn't They Ask Evans? (2009) : Florence Roberts

### Teatro
- Knive In Hens : Une jeune femme
- Midsummer Nights Dream : Titania/ Hippolyta
- Suddently Last Summer : Catharine
- The Seagull :	Masha
- Twelth Night :	Viola
- Much Ado About Nothing :	Ursula
- The Winter's Tale :	Perdita
- The Merchant Of Venice :	Jessica
- Feast Of Snails :	Rosa
- Gas Station Angel : 	Bron
- The Rabbit :	Sian
- King Lear :	Cordelia
- Flora's War :	Gwen
- Hosts Of Rebecca :	Mari
- Equus : Jill

### Rádio
- Dover And The Unkindest Cut Of All
- On Top Of The World : Narratrice
- Station Road :  Emma Benyon
- The Memoirs Of Harriet Wilson : Julia
- Same As It Ever Was : Catrin

### Canções
- Clinigol, album "Melys" : Am Wastraff (Que Confusão)
- Clinigol, album "Melys" : Sibrwd (Murmurar)
- Clinigol, album "Melys" : La Nuit, Si Douce